# 阿拉哈克镇
阿拉哈克镇，原阿拉哈克乡，是中华人民共和国新疆维吾尔自治区阿勒泰地区阿勒泰市下辖的一个乡镇级行政单位。

## 沿革
“阿拉哈克”是哈萨克语，意思是疏密不匀的小水坑，又释为花碱滩。阿拉哈克因河而得名，习称盐池，位于阿勒泰市西部。1951年、1952年，分别隶属四区、三区。1958年，析出建阿拉哈克乡，同年秋更名盐池公社，并成立公私合营牧场。1968年，更名卫东公社，保留牧场。1976年，析出牧场。1978年，改称阿拉哈克公社。1984年，撤社置乡。2014年10月20日，新疆维吾尔自治区人民政府批复同意撤销阿拉哈克乡建制，设立阿拉哈克镇。

## 产业
当地农业主产小麦、玉米、黄豆、苜蓿、牛羊，是阿勒泰市牧业大乡。此外境内盐湖湖区总面积约3600亩，是一个天然盐湖，平均水深为50-80厘米，富含铁、锰、氯化钠等多种矿物质，冬季湖面基本不结冰，有开发盐浴。盐湖周边有罗布红麻和甘草等。

## 保护
1996年，新疆阿勒泰地区林科所与新疆农业大学林学院杨昌友教授通过调查发现，在阿勒泰市阿拉哈克乡盐湖南北两岸有400株左右的桦树分布，后被确认为盐桦。2000年7月，山东师范大学教授赵克夫经过调查，和当地公司签署了养殖盐桦的合作，并采取克隆技术繁殖种苗。2010年春冷空气影响，大雪致使湖面的盐水上升，高浓度的盐水已造成这片盐桦林160多株桦树的死亡。

## 行政区划
阿拉哈克镇下辖以下地区：
托普乌英克村、阿克齐村、阿拉哈克村、喀拉库木村、铁斯克别依特村、塔尔浪村、赛克赛吾勒吐别克村、阿热勒村、比铁吾塔勒村、喀拉塔勒村和窝依玛克村。